# Pietro d'Ayerbe
Pietro d'Aragona e Vidaure, signore di Ayerbe (in catalano Pere d'Ayerbe i Vidaure, in spagnolo Pedro de Ayerbe y Vidaure; 1257 – 1318), è stato un nobile, politico e militare spagnolo.

## Biografia
Nacque presumibilmente nel 1257, ed era figlio naturale del re Giacomo I d'Aragona avuto dall'amante la nobildonna navarra Teresa Gil de Vidaure, che in seguito sposò, e venne quindi legittimato per subsequens matrimonium assieme al fratello Giacomo.
Servì la Corona d'Aragona dal 1270, quando prese parte alle lotte contro Artale di Luna nell'azione per la conquista di Murcia. Il 7 settembre 1272, il padre gli concesse la signoria sul castello e la terra di Ayerbe, ed anche le signorie su Grañén, Robres, Salas Altas e Salas Bajas, in Aragona.
Nel 1281 fu uno dei firmatari del patto di alleanza stabilito a Campillo tra il re Pietro III d'Aragona ed il re Alfonso X di Castiglia. L'Ayerbe nel 1288 fu al servizio del re Alfonso III di Aragona nella guerra contro il re Giacomo II di Maiorca, e l'anno successivo divenne membro del Consiglio Reale.
Morì nel 1318, e fu sepolto nella cripta della chiesa di San Pietro ad Ayerbe.

## Discendenza
Pietro d'Ayerbe sposò nel 1275 la nobildonna Aldonza de Cervera e Moncada, figlia di Giacomo, signore di Meyá, da cui ebbe tre figli, Bianca, Pietro, 2º signore di Ayerbe, e Teresa. Rimasto vedovo, si risposò con Filippa Accrocciamuro. Ebbe inoltre un figlio naturale, Giacomo, barone di Paternoy.

## Ascendenza
|                       |   |                               | Genitori                     |  |  | Nonni |  |  | Bisnonni             |  |  | Trisnonni                            |  |
|                       |   |                               |                              |  |  |       |  |  | Alfonso II d'Aragona |  |  | Raimondo Berengario IV di Barcellona |  |
|                       |   |                               |                              |  |  |       |  |  | Alfonso II d'Aragona |  |  | Raimondo Berengario IV di Barcellona |  |
|                       |   | Petronilla di Aragona         |                              |  |  |       |  |  | Alfonso II d'Aragona |  |  |                                      |  |
| Pietro II di Aragona  |   |                               |                              |  |  |       |  |  | Alfonso II d'Aragona |  |  |                                      |  |
|                       |   | Sancha di Castiglia           | Alfonso VII di León          |  |  |       |  |  |                      |  |  |                                      |  |
|                       |   | Sancha di Castiglia           | Alfonso VII di León          |  |  |       |  |  |                      |  |  |                                      |  |
|                       |   | Sancha di Castiglia           | Richenza di Polonia          |  |  |       |  |  |                      |  |  |                                      |  |
| Giacomo I d'Aragona   |   | Sancha di Castiglia           |                              |  |  |       |  |  |                      |  |  |                                      |  |
|                       |   | Guglielmo VIII di Montpellier | Guglielmo VII di Montpellier |  |  |       |  |  |                      |  |  |                                      |  |
|                       |   | Guglielmo VIII di Montpellier | Guglielmo VII di Montpellier |  |  |       |  |  |                      |  |  |                                      |  |
|                       |   | Guglielmo VIII di Montpellier | Matilda di Borgogna          |  |  |       |  |  |                      |  |  |                                      |  |
| Maria di Montpellier  |   | Guglielmo VIII di Montpellier |                              |  |  |       |  |  |                      |  |  |                                      |  |
|                       |   | Eudocia Comnena               | Isacco Comneno               |  |  |       |  |  |                      |  |  |                                      |  |
|                       |   | Eudocia Comnena               | Isacco Comneno               |  |  |       |  |  |                      |  |  |                                      |  |
|                       |   | Eudocia Comnena               | Irene Synadene               |  |  |       |  |  |                      |  |  |                                      |  |
| Pietro d'Ayerbe       |   | Eudocia Comnena               |                              |  |  |       |  |  |                      |  |  |                                      |  |
|                       | … | …                             |                              |  |  |       |  |  |                      |  |  |                                      |  |
|                       | … | …                             |                              |  |  |       |  |  |                      |  |  |                                      |  |
|                       | … | …                             |                              |  |  |       |  |  |                      |  |  |                                      |  |
| …                     | … |                               |                              |  |  |       |  |  |                      |  |  |                                      |  |
|                       |   | …                             | …                            |  |  |       |  |  |                      |  |  |                                      |  |
|                       |   | …                             | …                            |  |  |       |  |  |                      |  |  |                                      |  |
|                       |   | …                             | …                            |  |  |       |  |  |                      |  |  |                                      |  |
| Teresa Gil de Vidaure |   | …                             |                              |  |  |       |  |  |                      |  |  |                                      |  |
|                       |   | …                             | …                            |  |  |       |  |  |                      |  |  |                                      |  |
|                       |   | …                             | …                            |  |  |       |  |  |                      |  |  |                                      |  |
|                       |   | …                             | …                            |  |  |       |  |  |                      |  |  |                                      |  |
| …                     |   | …                             |                              |  |  |       |  |  |                      |  |  |                                      |  |
|                       |   | …                             | …                            |  |  |       |  |  |                      |  |  |                                      |  |
|                       |   | …                             | …                            |  |  |       |  |  |                      |  |  |                                      |  |
|                       |   | …                             | …                            |  |  |       |  |  |                      |  |  |                                      |  |
|                       |   | …                             |                              |  |  |       |  |  |                      |  |  |                                      |  |